# Birkir Kristinsson
Birkir Kristinsson (født 15. august 1964 i Vestmannaeyjar, Island) er en islandsk tidligere fodboldspiller (målmand).
Kristinsson spillede en stor del af sin karriere i hjemlandet, hvor han blandt andet repræsenterede ÍA, Fram Reykjavík og ÍBV Vestmannaeyjar. Han havde også ophold i Norge, Sverige, Østrig og England.
Kristinsson spillede, over en periode på 16 år, hele 74 kampe for Islands landshold. Han debuterede for holdet 27. april 1988 i et opgør mod Holland.